# Moyen métrage
 (juillet 2025).
Le terme moyen métrage (également écrit moyen-métrage) désigne communément les films dont la durée est comprise entre 30 et 59 minutes. En France, ce terme n'est pas reconnu par le Centre national de la cinématographie (CNC), contrairement au court métrage (dont la durée est censée varier entre 1 et 59 minutes) ou au long métrage (à partir de 60 minutes), qui jouissent d'une définition légale.
Cette classification permet d'englober un patrimoine cinématographique qui regorge d'œuvres de cette durée (comme La Bombe de Peter Watkins). Certaines sont diffusées dans des festivals de court métrage ou à la télévision, et bénéficient parfois de sorties en salles, au même titre qu'un long métrage.
Il existe en France un festival entièrement consacré au moyen métrage : le Festival du cinéma de Brive - Rencontres du moyen métrage. Il y a un autre festival entièrement consacré au moyen métrage, La Cabina (es), à Valence en Espagne.
Cependant, le réalisateur François Truffaut estime en 1967 que le moyen métrage ne devait pas être compris entre 30 et 59 minutes, mais entre 20 et 65 minutes : « Foutaises que de dire qu'un moyen métrage se limite à 59 minutes quand le cinéma, depuis Méliès, le définit jusqu'à 65 »[réf. nécessaire].
Le terme est également utilisé au Québec, où le festival Québec Cinéma récompense depuis 1999 les courts métrages et les longs métrages avec deux prix combinés : les prix Iris du meilleur court ou moyen métrage, de fiction et d'animation.